# Château de Maltesholm
Le château de Maltesholm est un manoir de Suède, situé dans la commune de Kristianstad — dix-huit kilomètres au sud du chef-lieu — dans la province historique de Scanie.
Le château est aujourd’hui privé (résidence du baron Palmstierna), mais le parc est ouvert au public.

## Histoire
Au Moyen Âge, le terrain dépendait de Vittskövle, tenu par la famille Brahe, avant de devenir dépendant de Sönnarslöfs.
Anna Ramel se marie en 1625 à Kristianstad avec le militaire Malte Juel — qui a donné son nom au château. L’homme agrandit le domaine, alors en Scanie danoise, en achetant les terrains alentour, et fait construire le château de style Renaissance entre 1635 et 1638, entouré de douves.
Le seigneur Malte Ramel (1684 † 1752) agrandit le domaine. Son fils, Hans Ramel, entreprend une rénovation du château dans les canons classiques suédois du XVIIIe siècle, qui prend fin en 1780 ; on n’imagine plus le château Renaissance que par les douves et l’inscription « 1680 » de la façade.

## Extérieur
Au XVIIe siècle, le parc est aménagé en style baroque. Un siècle plus tard, il est remanié dans un style classique, organisé selon deux axes depuis le château. L’architecte classique suédois Carl Hårleman y dessine un pavillon.
Fin XVIIIe siècle, Hans Ramel conçoit une route d’accès pavée de 1,3 kilomètre ; sa création prend 50 années : les paysans alentour avaient obligation d’apporter une pierre chaque jour au manoir pour la construire.
Dans les jardins, on trouve un pin Douglas de trente-cinq mètres de haut, âgé de plus d’un siècle.

## Sources
- (sv) Château de Maltesholm sur algonet.se
- (sv) Château de Maltesholm sur slottsguiden.info

- (en) Cet article est partiellement ou en totalité issu de l’article de Wikipédia en anglais intitulé « Maltesholm Castle » (voir la liste des auteurs).

## Illustrations

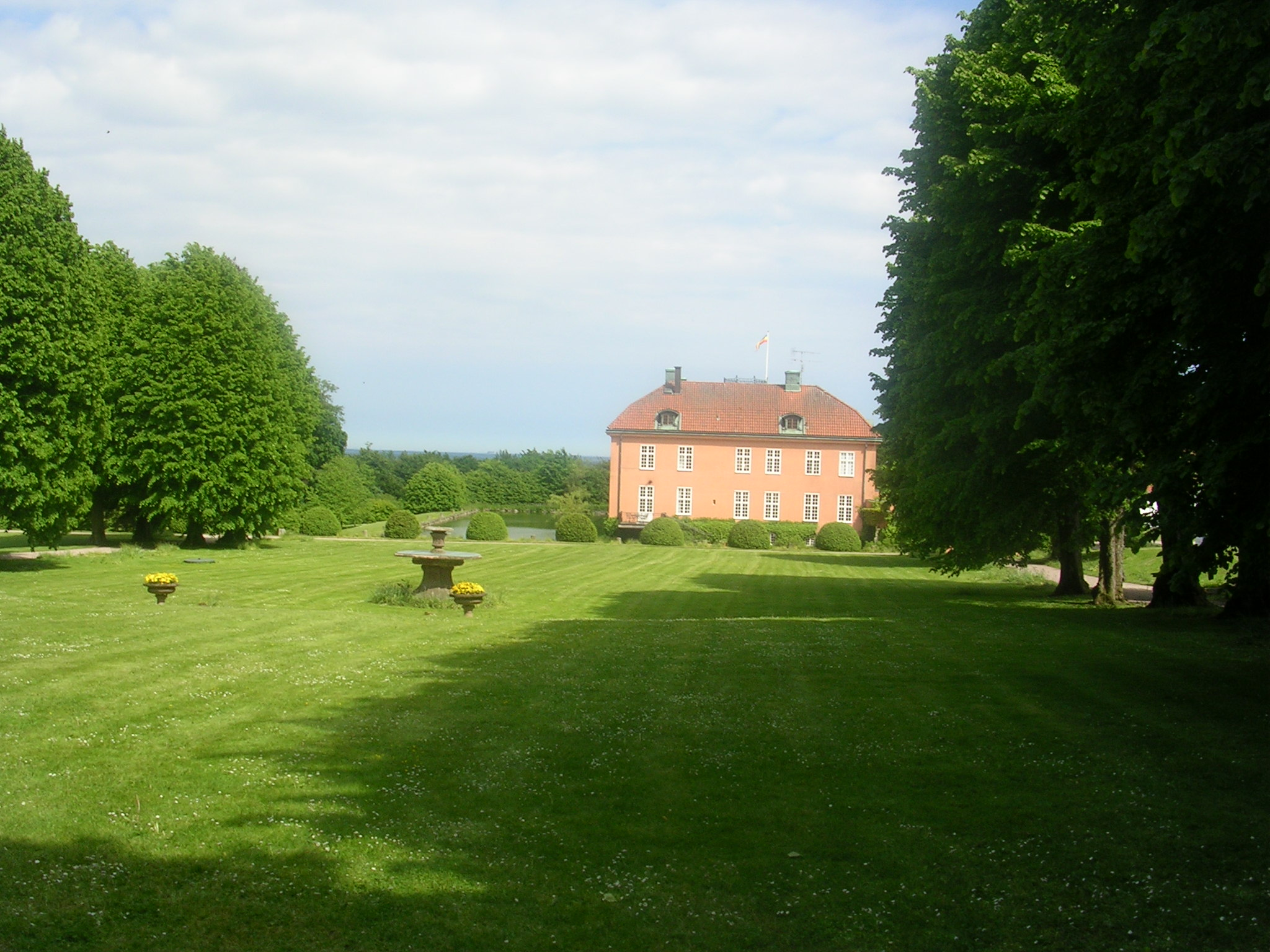
Façade ouest et parc
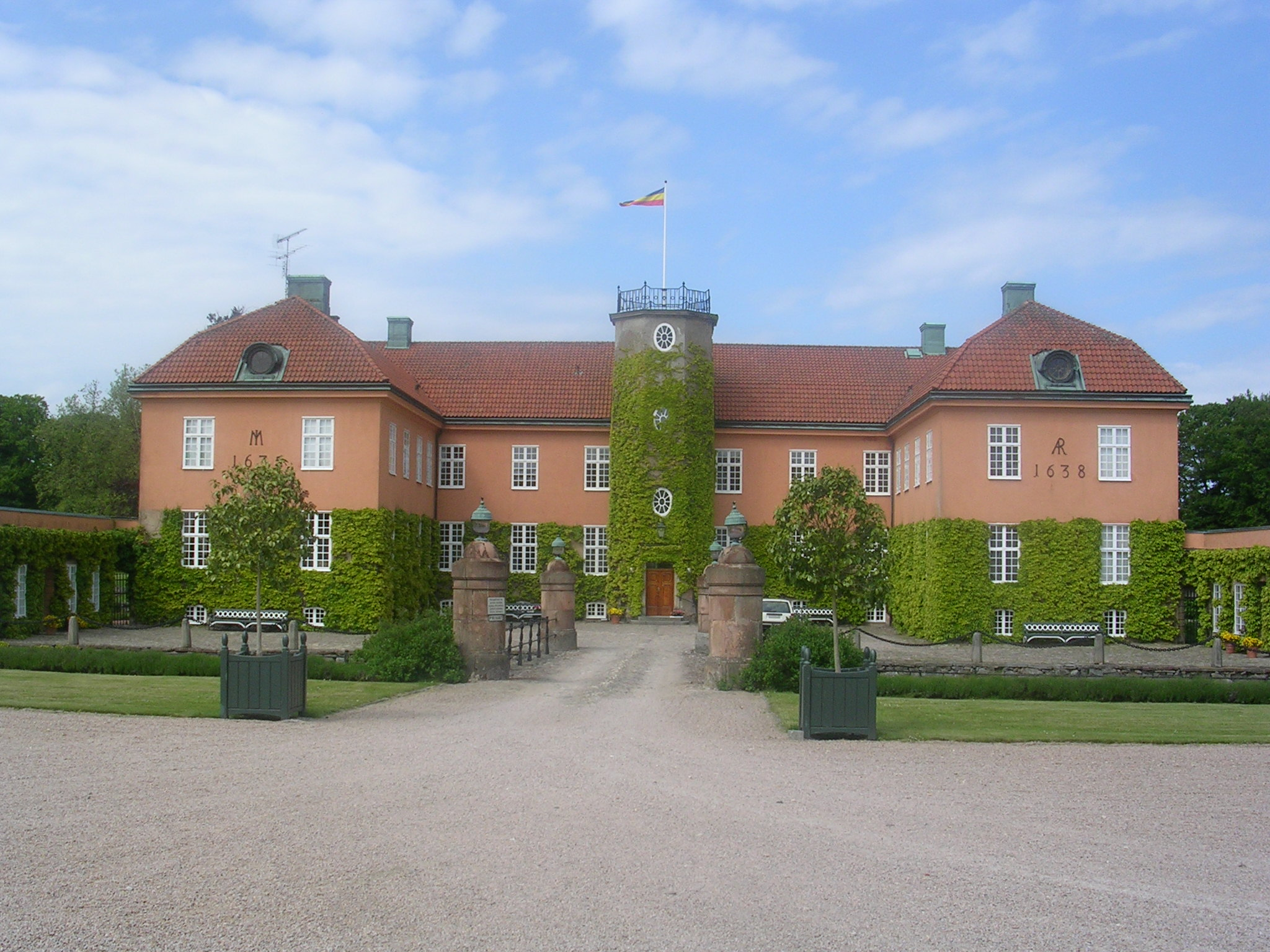
Entrée principale du château
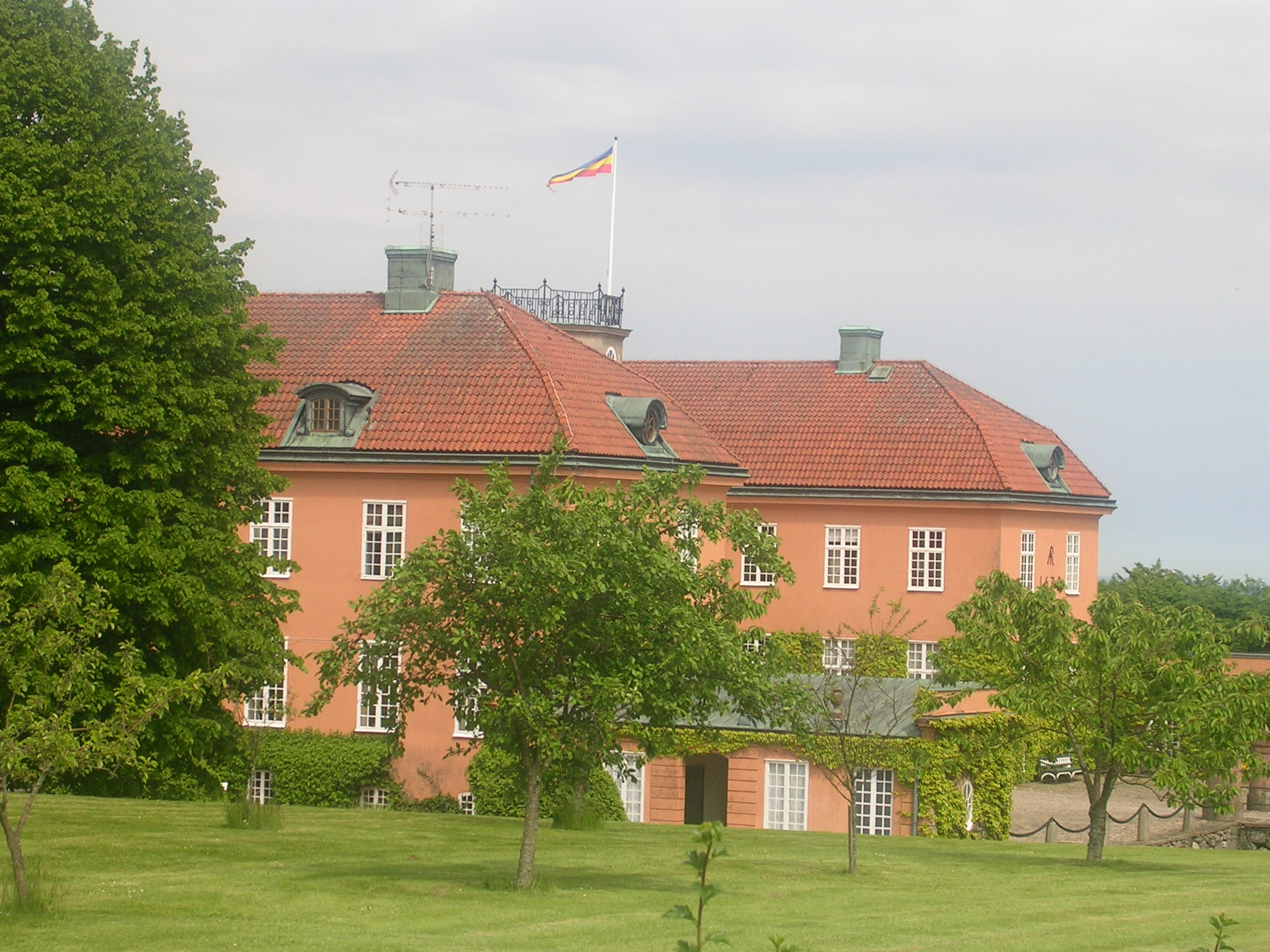
Vue latérale de l’édifice